# Hrabstwo Dawson (Montana)
Hrabstwo Dawson (ang. Dawson County) – hrabstwo w stanie Montana w Stanach Zjednoczonych. Obszar lądowy hrabstwa obejmuje powierzchnię 2373,14 mil² (6146,4 km²). Według szacunków United States Census Bureau w roku 2009 miało 8558 mieszkańców. Siedzibą hrabstwa jest Glendive.

## Miasta
- Glendive
- Richey
- West Glendive (CDP)